# Androsace tibetica
Androsace tibetica là một loài thực vật có hoa trong họ Anh thảo. Loài này được (Maxim.) R.Knuth mô tả khoa học đầu tiên năm 1905.